# (29643) Plücker
(29643) Plücker ist ein Asteroid des Hauptgürtels, der am 15. November 1998 vom italo-amerikanischen Astronomen Paul G. Comba am Prescott-Observatorium (IAU-Code 684) in Arizona entdeckt wurde.
Benannt wurde der Asteroid nach dem deutschen Mathematiker und Physiker Julius Plücker (1801–1868), der sich in der Mathematik mit der Definition von Linien und Punkten (Plücker-Matrix) beschäftigte und als Physiker 1858 die Kathodenstrahlung entdeckte.